# Facial (seksuele handeling)

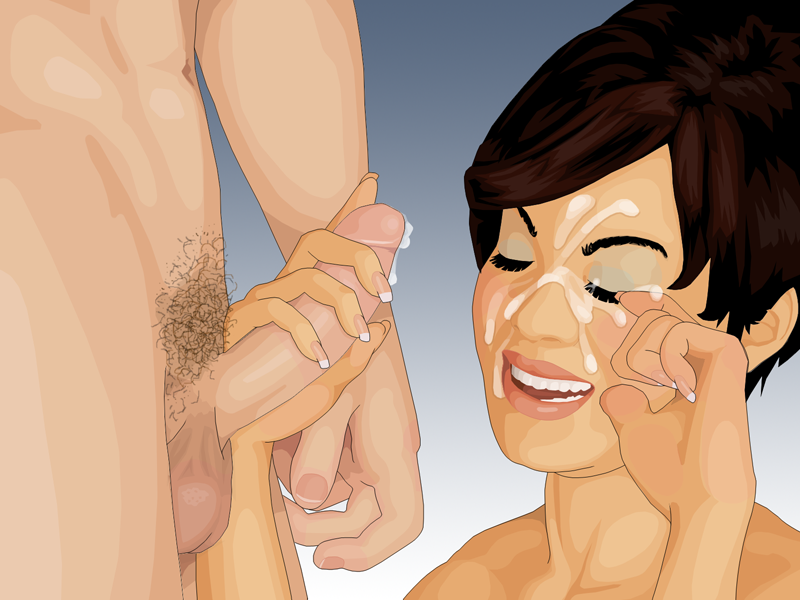
Illustratie van een man die ejaculeert in het gezicht van een vrouw

Een facial is een seksuele handeling waarbij een man zijn sperma ejaculeert op het gezicht van een of meerdere partners. Een facial is een vorm van niet-penetratieve seks, hoewel het in algemene zin wordt uitgevoerd na andere wijzen van seksuele stimulatie, bijvoorbeeld geslachtsgemeenschap, anale seks, orale seks of masturbatie. Een facial is een vorm van externe ejaculatie, waaronder ook ejaculatie op andere lichaamsdelen van de sekspartner vallen (bij een vrouwelijke partner kunnen dit bijvoorbeeld de vulva of de borsten zijn).
Facials worden ook uitgevoerd in pornografische films, vaak als beëindiging van een scène. Een vertoning hiervan heet een facial cumshot (verwijzend naar de term shot, een ononderbroken filmopname) en wordt onder andere gecontrasteerd met een creampie.

## Publiek discours
Het fenomeen is omstreden. De meningen over facials lopen uiteen, waarbij sommigen het beschouwen als een vrouwonvriendelijke daad van vernedering en anderen een daad van wederzijds respect die plezier opwekt.
Feministische opvattingen over de vertoning van facials van mannen op vrouwen zijn over het algemeen kritisch, zelfs onder sommige seks-positieve feministen (waaronder feministische pornografen), hoewel andere seks-positieve feministen het altijd acceptabel vinden, of alleen als er aan bepaalde voorwaarden wordt voldaan.

### Seks-positieve feministen
Onder seks-positieve feministen wordt algemeen erkend dat het feit dat mensen facials in porno zien ertoe kan leiden dat ze het ook in het echt met hun partners willen doen en dat dit een negatieve invloed zou kunnen hebben (maar volgens sommigen niet per se hoeft te hebben) op seksualiteit in het echte leven. Candida Royalle, vanaf 1984 een pionier van de feministische porno, vond facial cumshots per definitie vrouwonvriendelijk en liet ze daarom uit principe nooit zien in haar films; met enkele uitzonderingen (zoals Eyes of Desire 1998) vertoonde ze überhaupt nooit hoe een man over het lichaam van een vrouw heen ejaculeerde.
De verder breed gewaardeerde feministische pornofilm The Good Girl (2004) van Erika Lust werd veelal bekritiseerd om het feit dat er een facial in voorkwam, wat eigenlijk niet paste bij de rest van de film. Petra Joy schreef in 2007 na een paneldiscussie met Lust en andere feministische seksfilmmakers: "Feminisme zet zich in voor gendergelijkheid, dus "feministische porno" zou vrouwen moeten tonen als gelijken aan mannen in plaats van als ondergeschikte wezens.... Als je sperma op het gezicht van een vrouw wilt laten zien is dat prima, maar noem het dan niet feministisch." Lust zelf reageerde verontwaardigd op dergelijke kritiek dat het raar zou zijn om te "verklaren dat bepaalde seksuele praktijken, die ik en andere vrouwen over de hele wereld toevallig lekker vinden, een zonde zijn."
Tegenover haar critici gaf Tristan Taormino (2013) toe dat zij er geen controle over heeft hoe bepaalde vertoningen, zoals facials, door sommige kijkers worden ontvangen, "met name [ideeën zoals] dat het orgasme van de man het hoogtepunt van een scène (en van de seks zelf) vertegenwoordigt en dat de lichamen van vrouwen dingen zijn die moeten worden gebruikt, beheerst en als territorium worden gemarkeerd." Toen ze haar eerste film maakte, omarmde Taormino "het idee dat bepaalde afbeeldingen voor alle vrouwen een afknapper waren, zoals opnamen van sperma in het gezicht. Maar mijn denken hierover is in de loop der tijd veranderd. Ik geloof dat kijkers consent, context, chemie en agency van de performers belangrijker vinden dan dan de aan- of afwezigheid van een specifieke handeling."

### Antipornofeministen
Volgens antipornofeminist Gail Dines (2010) is ejaculatie in het gezicht van een vrouw slechts één van vele seksuele handelingen (waaronder ook anale seks en een situatie waarin meer dan één man seks heeft met één vrouw) die per definitie vernederend voor vrouwen zouden zijn. Dit soort vormen van "pornoseks" zouden onder alle omstandigheden slecht zijn en onacceptabel moeten worden geacht. Seks-positieve feministen zoals Clarissa Smith en Feona Attwood (2013) meenden dat Dines en anderen vanuit een overdreven 'seksuele paniek' en angst voor het onbekende van alles op één hoop gooiden en daar een nostalgisch en onrealistisch ideaalbeeld van seksualiteit tegenoverstelden. Wat hen betreft was het belangrijk om te erkennen hoe divers seksualiteit is, waarom sommige mensen bepaalde dingen denken, willen en doen, in welke omstandigheden dit plaatsvindt en dat dit niet automatisch veroordeeld hoeft te worden alleen maar omdat het zou afwijken van bepaalde seksuele normen die op zichzelf al betwistbaar zijn.